# Live Cream
Live Cream ist ein Livealbum der Bluesrock-Gruppe Cream, das 1970, 18 Monate nach Auflösung der Band veröffentlicht wurde. Neben vier Liveaufnahmen enthält es noch mit Lawdy Mama eine Studioaufnahme. Es erreichte Platz 15 in den Billboard 200 der Vereinigten Staaten und Platz 4 in Großbritannien.

## Entstehung
Im März 1968 gaben Cream mehrere Konzerte im Winterland und im The Fillmore in San Francisco. Vier Aufnahmen daraus wurden bereits auf der Liveplatte des Doppelalbums Wheels of Fire veröffentlicht. Live Cream enthält vier weitere Aufnahmen aus diesen Konzerten und das ein Jahr zuvor im Studio aufgenommene Stück Lawdy Mama. Bis auf dieses Lied stammen alle Stücke vom ersten Album der Band, Fresh Cream. Mit Rollin’ and Tumblin’, von Muddy Waters, ist auch ein gecoverter Bluesklassiker enthalten.

## Rezeption
Rob Bowman und Bruce Eder von Allmusic halten die Aufnahmen von N.S.U. und Sleepy Time Time für the definite ones und das Album bietet überall höchste Qualität sowohl in Bezug auf Klarheit und Klangtreue der Aufnahme als auch auf die Darbietung von Ginger Baker, Jack Bruce und Eric Clapton.

## Titelliste
Seite 1
1. "N.S.U." (Jack Bruce) – 10:13
2. "Sleepy Time Time" (Bruce, Janet Godfrey) – 6:50
3. "Lawdy Mama" (Traditional, arr. Eric Clapton) – 2:47

Seite 2
1. "Sweet Wine" (Ginger Baker, Godfrey) – 15:08
2. "Rollin' and Tumblin'" (McKinley Morganfield) – 6:36

Bei der CD-Veröffentlichung im Jahr 1986 wurde die Titelreihenfolge verändert.
1. "N.S.U." – 10:12
2. "Sleepy Time Time" – 6:50
3. "Sweet Wine" – 15:15
4. "Rollin' and Tumblin'" – 6:42
5. "Lawdy Mama" – 2:46

 Die Spielzeiten der Titel weichen bei der LP und der CD leicht ab.